# Piotr Zawojski
Piotr Zawojski (ur. 1963) – filmoznawca, medioznawca, kulturoznawca.

## Życiorys
Prof. dr hab., profesor nauk humanistycznych, pracuje w Instytucie Nauk o Kulturze na Wydziale Humanistycznym Uniwersytetu Śląskiego w Katowicach, wykładowca Akademii Sztuk Pięknych w Krakowie na Wydziale Intermediów. Wykładał także na Wydziale Radia i Telewizji Uniwersytetu Śląskiego, Uniwersytecie Jagiellońskim oraz w Wyższej Szkole Mechatroniki w Katowicach. Kierował działem „Filmu i Mediów” w kwartalniku Opcje.
Jego zainteresowania naukowe obejmują zagadnienia teorii i historii fotografii, filmu i kina, nowych mediów oraz sztuki nowych mediów, cyberkultury oraz technokultury.
Był współpracownikiem Ośrodka Szkolenia i Analiz Programowych TVP, Centrum Strategii – Akademii Telewizyjnej (opracowywał analizy programów telewizyjnych i monitoringi publikowane w Zeszytach OSiAP i Wizji publicznej). Współpracował z katowickim ośrodkiem TVP (w roku 2017 przygotowywał i prowadził cykl „Dokument w obiektywie”), Festiwalem Filmów Kultowych, Międzynarodowym Konkursem Fotografii Cyfrowej CYBERFOTO, Centrum Sztuki Współczesnej „Łaźnia”, Międzynarodowym Festiwalem Filmowym „Etiuda & Anima”, Medialabem Katowice, Festiwalem Sztuki Wizualnej inSPIRACJE, Festiwalem „Ars Cameralis”, Art+Bits Festival, Centrum Scenografii Polskiej – Muzeum Śląskim, Centrum Sztuki WRO, Galerią Sztuki Wozownia w Toruniu, Towarzystwem Zachęty Sztuk Pięknych (Lublin), Fundacją Sztuki Współczesnej In Situ (Warszawa), Ars Independent Festival (Katowice), Festiwalem Grand OFF (Warszawa).
Od lat wspiera niezależną twórczość filmową, był wielokrotnie jurorem festiwali prezentujących twórczość filmowców niezależnych w Kędzierzynie-Koźlu, Bieruniu, Gliwicach, Katowicach, Ołomuńcu.
Oprócz siedmiu książek autorskich opublikował ponad 350 prac naukowych, tekstów krytycznych, esejów i recenzji, m.in. w Studiach Filmoznawczych, Kwartalniku Filmowym, Sztuce i Filozofii, Postscriptum, Kulturze Współczesnej, Roczniku Historii Sztuki, Zeszytach Telewizyjnych, Formacie, Przeglądzie Kulturoznawczym, Fa-Arcie, Zeszytach Artystycznych, Art Inquiry, CyberEmpathy, Kontekstach. Polskiej Sztuce Ludowej, Kulturze i Historii, Flusser Studies, multimedialnym periodyku Medialica. Studia Multimedialne z Humanistyki, Artium Quaestiones, Images. The International Journal of European Film, Performing Arts and Audiovisual Communication, Creativity Studies, Restarcie i w wielu tomach prac zbiorowych wydawanych w Polsce i za granicą.
Zajmuje się również krytyką filmową i eseistyką poświęconą fotografii, kulturze audiowizualnej, sztuce nowych mediów i cyberkulturze. Publikował swoje teksty w Ekranie, Kinie, Śląsku, artPapierze, Biuletynie Fotograficznym Świat Obrazu, Opcjach, camer@obscura, Biuletynie Polskiego Towarzystwa Estetycznego, [fo:pa], Suplemencie oraz katalogach wystaw.
W roku 2009 był dyrektorem artystycznym festiwalu sztuki cyfrowej “digital_ia.09″, który został zorganizowany przez Klub 13 Muz w Szczecinie. Rok wcześniej w tym samym miejscu zorganizował w ramach “digitali_ów.08″ pionierski projekt panelu dyskusyjnego poświęconego sztuce nowych mediów w Second Life. Od roku 2013 do roku 2015 był dyrektorem artystycznym kolejnych edycji festiwalu “digital_ia″.
Stypendysta Urzędu Marszałkowskiego Województwa Śląskiego (2006) oraz Ministra Kultury i Dziedzictwa Narodowego (2011).
Jest członkiem Polskiego Towarzystwa Kulturoznawczego, Polskiego Towarzystwa Estetycznego, Polskiego Towarzystwa Badań nad Filmem i Mediami, International Association for Aesthetics, Śląskiego Towarzystwa Filmowego i International Association of Art Critics (AICA), był członkiem Rady Programowej czasopisma „CyberEmpathy” (2011–2016), jest członkiem Rady Programowej czasopisma „TransMissions: Journal of Film and Media Studies”, Rady Naukowej czasopisma „Studia Etnologiczne i Antropologiczne”,  a także Rady Naukowej serii „Audiowizualne aspekty kultury w ponowoczesności” wydawanej przez Akademię im. Jana Długosza w Częstochowie, Rady Naukowej cyklu „Fotografia, film, sztuka mediów” ukazującego się w  Wydawnictwie Naukowym „Śląsk”.
Jest członkiem międzynarodowej Kapituły przyznającej nagrody w ramach Festiwalu Grand OFF im Witolda Kona - Najlepsze Niezależne Krótkie Filmy Świata.
Członek Komitetu Nauk o Kulturze Polskiej Akademii Nauk.

## Wybrane publikacje
- Elektroniczne obrazoświaty. Między sztuką a technologią. Kielce 2000.
- (red. z Andrzejem Gwoździem) Wiek ekranów. Przestrzenie kultury widzenia. Kraków 2002.
- (wstęp i red.) Vilém Flusser Ku filozofii fotografii (przeł. Jacek Maniecki). Katowice 2004.
- Wielkie filmy przełomu wieków. Subiektywny przewodnik. Kraków 2007.
- Cyberkultura. Syntopia sztuki, nauki i technologii. Warszawa 2010.
- (red.) Digitalne dotknięcia. Teoria w praktyce/Praktyka w teorii. Szczecin 2010.
- Sztuka obrazu i obrazowania w epoce nowych mediów. Warszawa 2012.
- Vilém Flusser: Ku filozofii fotografii. Przeł. Jacek Maniecki. Przedmowa Piotr Zawojski. Warszawa 2015.
- (red.) Bio-techno-logiczny świat. Bio art oraz sztuka technonaukowa w czasach posthumanizmu i transhumanizmu. Szczecin 2015.
- (red.) Klasyczne dzieła sztuki nowych mediów. Katowice 2015.
- Technokultura i jej manifestacje artystyczne. Medialny świat hybryd i hybrydyzacji. Katowice 2016.
- Teoria i estetyka fotografii cyfrowej. Antologia. Wybór, wprowadzenie i redakcja naukowa Piotr Zawojski. Tłumaczenie Justyna Kucharska i Katarzyna Stanisz. Warszawa 2017.
- Ruchome obrazy zatrzymane w pamięci. Reminiscencje teoretyczne i krytyczne. Katowice 2017.
- Cyberkultura. Syntopia sztuki, nauki i technologii. Wydanie II poprawione. Katowice 2018.
- Pisanie i czytanie (o) fotografii. Odkrywcy, klasycy, obrazoburcy. Katowice 2023.